# Cantone di Les Landes des Graves
Il Cantone di Gujan-Mestras è una divisione amministrativa dell'Arrondissement di Langon e dell'Arrondissement di Arcachon.
È stato costituito a seguito della riforma approvata con decreto del 20 febbraio 2014, che ha avuto attuazione dopo le elezioni dipartimentali del 2015.

## Composizione
Comprende i seguenti 25 comuni:
- Arbanats
- Balizac
- Le Barp
- Barsac
- Belin-Béliet
- Budos
- Cérons
- Guillos
- Hostens
- Illats
- Landiras
- Louchats
- Lugos
- Origne
- Podensac
- Portets
- Preignac
- Pujols-sur-Ciron
- Saint-Léger-de-Balson
- Saint-Magne
- Saint-Michel-de-Rieufret
- Saint-Symphorien
- Salles
- Le Tuzan
- Virelade